# Одеський зоопарк
Оде́ський зоопа́рк — науково-дослідна та культурно-освітня установа, яка є об'єктом природно-заповідного фонду України загальнодержавного значення з 1983 року. Дійсний член Української асоціації сприяння зоопаркам та акваріумам.

## Завдання зоопарку
- формування та утримання колекції тварин;
- збереження та відтворення тварин в штучних умовах, в першу чергу зникомих, рідкісних, занесених до Червоної книги України і Міжнародних Червоних списків;
- реінтродукція розведених у неволі тварин у природне середовище;
- проведення науково-дослідних робіт;
- проведення науково-виховної та культурно-освітньої роботи в області екології, охорони природи, етології, зоології, мисливського господарства і тваринництва;
- здійснення різноманітних форм культурного обслуговування, створення належних умов відпочинку населення при збереженні сприятливих умов утримання тварин.

## Історичні відомості

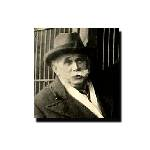
Генріх Бейзерт, засновник Одеського зоопарку

Ідея створення зоопарку в Одесі виникла напередодні святкування сторіччя міста, в 1889 р., коли було зроблено креслення і план «Звіринця на Поліцейській вулиці біля обриву», проте втілити в життя цей задум не вдалося.
Наступний крок до створення зоопарку був зроблений в 1914 р. — розроблено проєкт його споруди на теренах ботанічного саду, схвалений Міською думою, але розпочата Перша світова війна та згодом й громадянська, перешкодили цим планам.
І як тільки в 1922 році почалося будівництво зоопарку в Одесі на Приморському бульварі, в районі нижнього саду Воронцовського палацу — тепер парки Стамбульський і Грецький. Ініціатором стала громадська організація «Югоклімат» («Південьклімат»), керівником якої був Генріх Бейзерт.

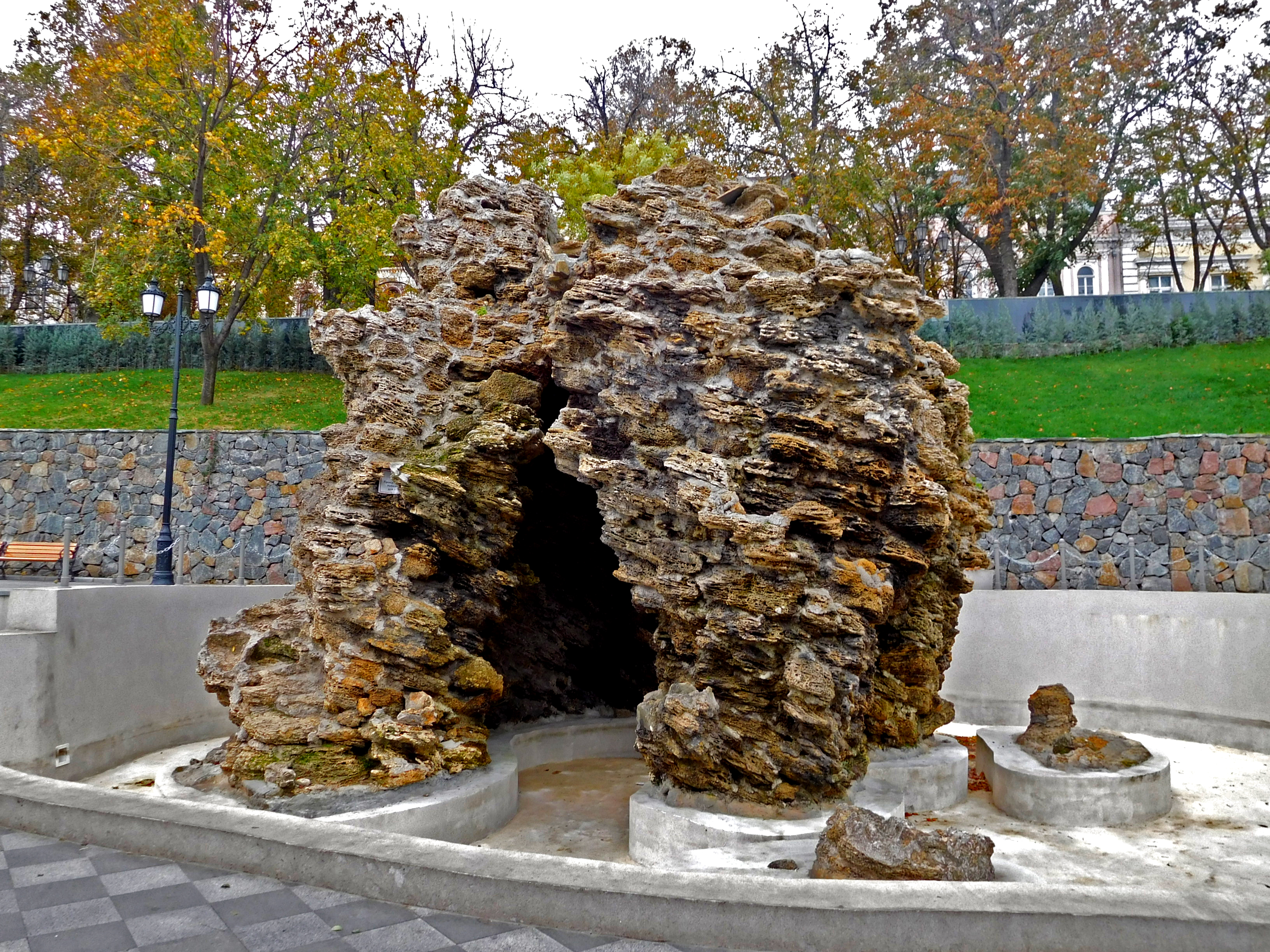
Фонтан у Стамбульському парку — колишній вольєр для тварин

Не зважаючи на велику виконану роботу — споруджувалися гроти для левів, ведмедів і тигрів, басейни для птахів, гора для гірських козлів — в діяльності зоосаду були багато проблем. Це як недостатнє фінансування, так і фактично непридатна територія для задовільного розміщення тварин. Міською владою було ухвалено рішення зоосад закрити, що було зроблено 1928 року.
У грудні 1927 р. був оголошений всесоюзний конкурс на проєкт зоопарку в Одесі. Відразу три проєкти було прийнято за основу будівництва майбутнього зоопарку. Будівництво зоопарку по Аркадійській дорозі було розпочато в 1929 р. На вказаній території в Аркадії повним ходом йшли дослідницькі роботи — були виконані ландшафтні роботи, споруджені греблі на головній алеї, приступили до насипання «гір Кавказу». Міська влада планувала ввести частину зоопарку в експлуатацію протягом 1930 р. Товариство «Південклімат» вже зібрало колекцію тварин для майбутнього зоопарку. Але і цей проєкт не був здійснений. Про нього тільки нагадує назва прилеглої вулиці — Зоопаркова. Не зважаючи на всі труднощі, Г. В. Бейзерт продовжував невтомно діяти. У 1933 р. йому доручається керівництво відділенням 4-го держзвіринця на Привозі. Сама установа належала Держцирку, який декілька років розміщував свій звіринець в міському саду, а потім і на території Привозу.
У цей час в Одесі за рішенням міської влади було ліквідовано перший Християнський цвинтар. В кінці 30-х років на території колишнього кладовища з'явився парк Ілліча і зоопарк. Проте єдиним архівним документом, що підтверджує відкриття зоопарку на новому місці по вул. Новощепний ряд, 25 стала доповідь директора зоопарку Г. Бейзерта на виконкомі Іллічівської районної Ради трудящих 16 березня 1945 року, в якому він повідомляв, що «Одеський зоопарк був організований на території Іллічівського парку в 1937 році», причому без бюджетних асигнувань, і «працював на госпрозрахунку». Відкриття зоопарку для відвідувачів відбулося в 1938 р. На цьому місці, в центрі міста, поряд з відомим ринком «Привоз» зоопарк знаходиться й по сьогоднішній день.
У 1992 році відповідно до Закону України зоопарк отримав статус заповідної території загальнодержавного значення й увійшов до складу природно-заповідного фонду України.
2007 року зоопарк відвідало понад 346 тисяч людей.
Навесні 2020-го року зоопарк було закрито через пандемію коронавірусу. Незважаючи на те, що карантин не було закінчено, 15 травня зоопарк поновив роботу.

## Колекція та наукова робота
Колекція тварин Одеського зоопарку включає 252 види тварин і налічує 1560 екземплярів. Серед них 94 види риб, 7 видів амфібій, 39 видів рептилій, 78 види птахів, 33 види ссавців.
В Одеському зоопарку містяться рідкісні тварини, занесені в Червоний список Міжнародного Союзу Охорони Природи (МСОП), Європейський Червоний список і Червону книгу України, — всього понад 60 видів. Багато хто з них успішно розмножується. Це знамениті індійські слони, далекосхідні леопарди, коні Пржевальського, туркменські кулани, європейські муфлони, павіани-гамадрили, бурі ведмеді, степові журавлі, соколи-балобани, пугачі та багато інших.
Наукова спеціалізація зоопарку: «Рідкісні та зникомі тваринні півдня України». У ньому створений єдиний в Україні розплідник по утриманню та розведенню хижих птахів і сов.
Володіння дикими тваринами визначає унікальність зоопарків. Саме зоопарки є місцями порятунку рідкісних і зникомих видів тварин — адже у наш час високих технологій і загальної комп'ютеризації люди все менше місця залишають дикій природі та тваринам.
Одеський зоопарк — єдиний в Україні, де успішно розмножуються індійські слони. Так, в 1992 народилося перше слоненя Фантик, який став артистом європейського цирку-шапіто. Він був вигодований штучно своєю прийомною матір'ю — завідувачкою секції хижих та хоботних тварин Л. Н. Поповою. В липні 1998 року народилась дівчинка-слоненя, вагою близько 90 кг, її назвали Тенді, зараз вона мешкає в Харківському зоопарку. 17 жовтня 2004 з'явилось на світ третє слоненя, якого назвали Дюк.
2 роки поспіль в Одеському зоопарку народжується потомство у рідкісних тварин — амурських леопардів чи барсів. Вони мешкають на Далекому Сході. Амурський леопард є однією з найкрасивіших і рідкісніших кішок світової фауни. У природі цих тварин залишилося не більше 40 осіб, і вони знаходяться під захистом Міжнародного Союзу Охорони Природи.
Одеський зоопарк — не тільки центр збереження і розведення диких тварин. Особлива увага тут приділяється питанням освіти, екологічної освіти молоді. Для дітей і школярів співробітниками зоопарку регулярно проводяться екологічні свята, що стали вже традиційними та улюбленими дітворою.

## Календар подій
- Різдвяні колядки — 9 січня;
- Всесвітній день водно-болотних угідь — перша неділя лютого;
- Весняний фестиваль птахів — остання неділя березня;
- Зооюморина — 1 квітня;
- Свято цвітіння — друга неділя травня;
- Міжнародний день захисту дітей — 1 червня;
- Всесвітній день збереження природи — 5 червня;
- Свято малюків зоопарку — 28 червня;
- День незалежності — 24 серпня;
- День знань — 1 вересня;
- День міста — 2 вересня;
- День зоопарку — друга неділя вересня;
- День захисту тварин — перша неділя жовтня;
- Осінній фестиваль птахів — друга неділя жовтня;
- Зиновій-синичник — друга неділя листопада.

## Пропозиції зоопарку
- катання на поні, верблюдах, ламах;
- екскурсійне обслуговування;
- дитячі майданчики та каруселі;
- виставка комах;
- харчування.

## Графік роботи
- Зоопарк працює без вихідних
- влітку з 9.00 до 20.00
- узимку з 9.00 до 17.00

## Галерея

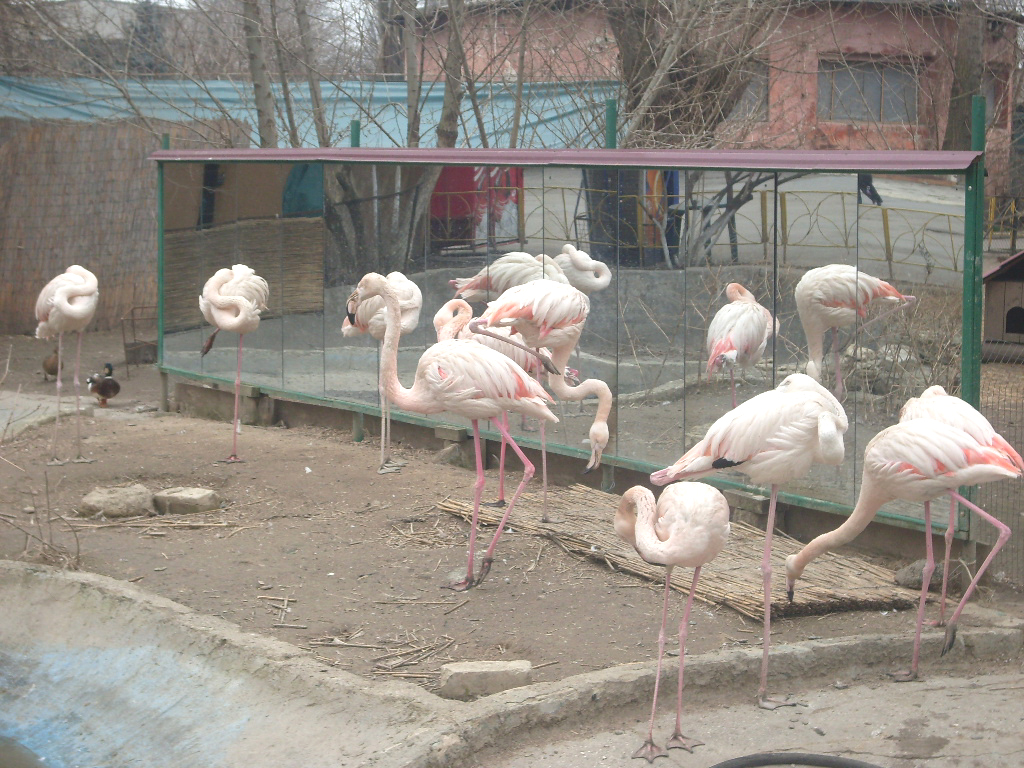
Фламінго (Phoenicopterus roseus)
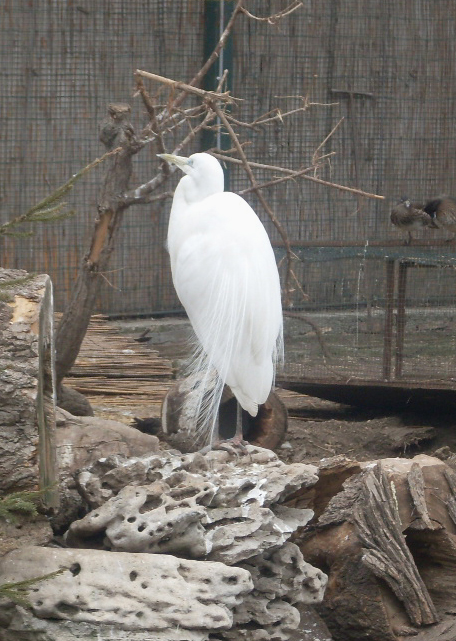
Чепура велика (Egretta alba)
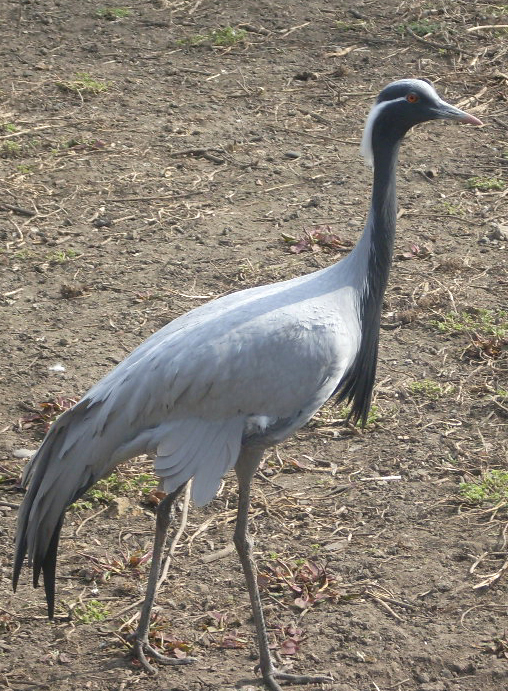
Журавель степовий (Anthropoides virgo)
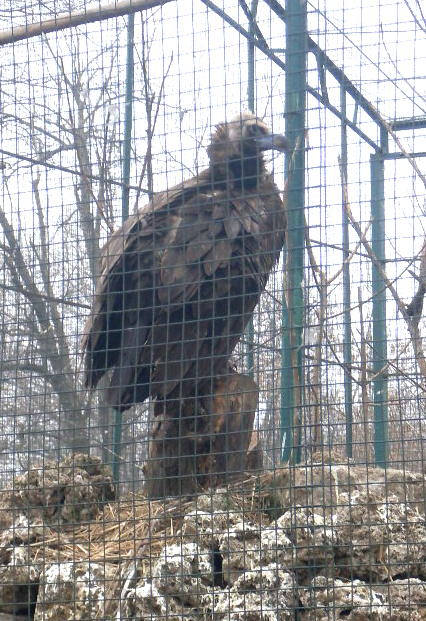
Гриф чорний (Aegypius monachus)
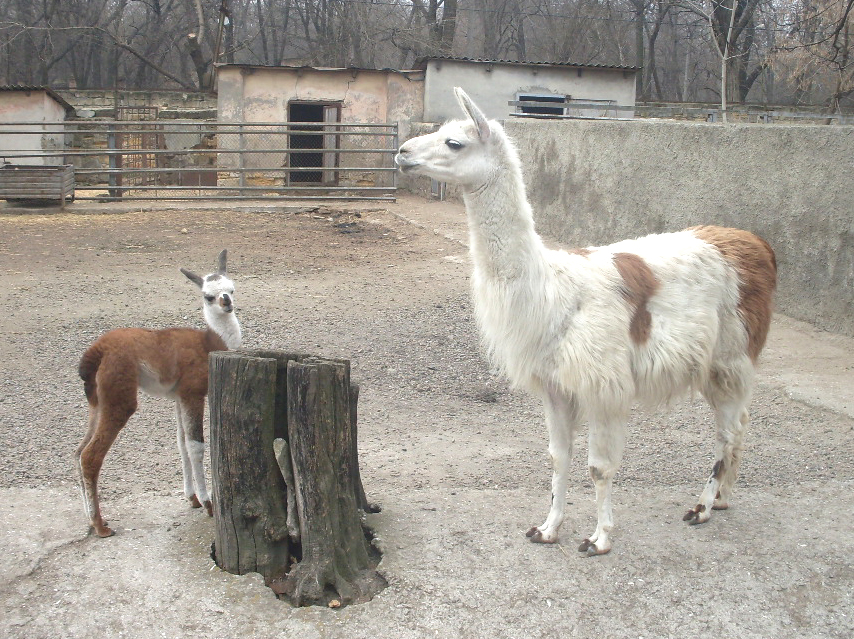
Лама (Lama glama)
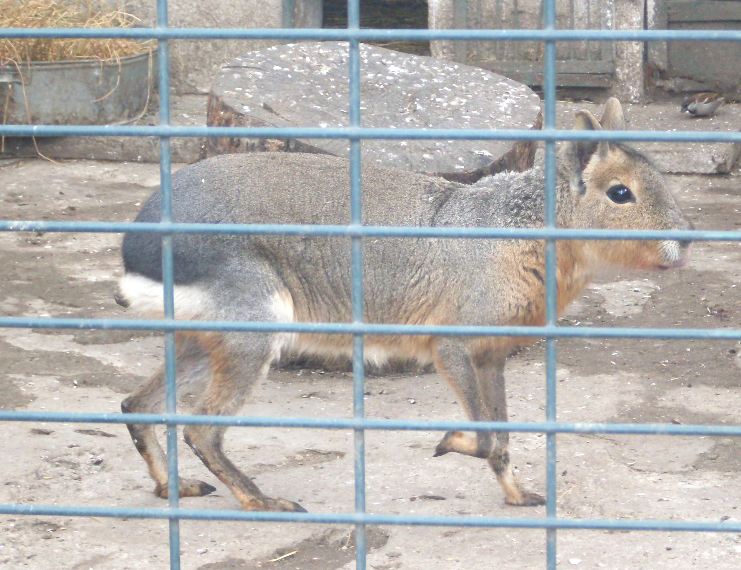
Патагонська мара (Dolichotis patagonum)
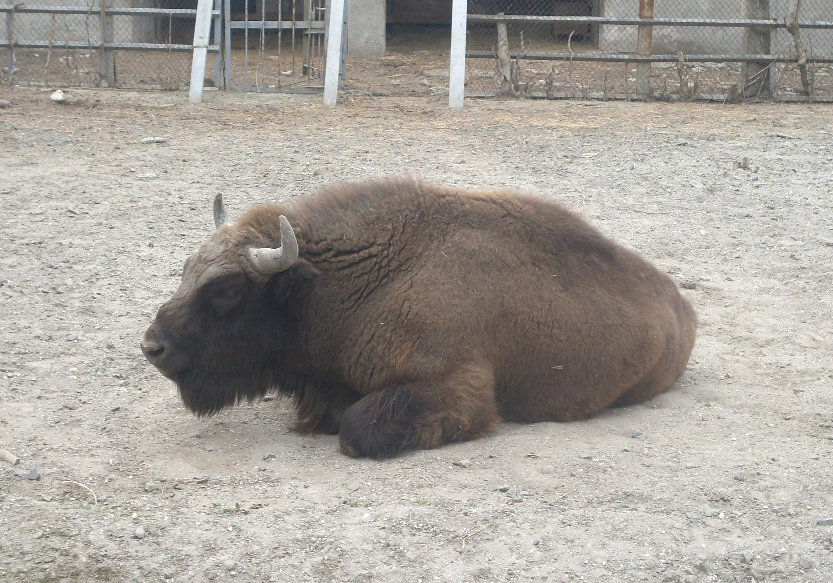
Зубр (Bison bonasus)
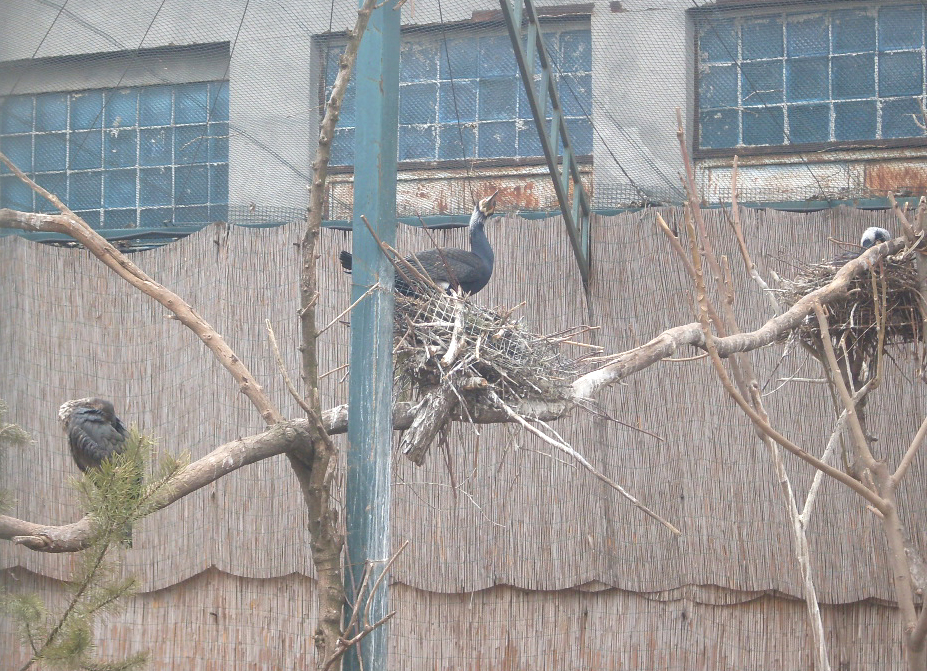
Баклан великий (Phalacrocorax carbo)
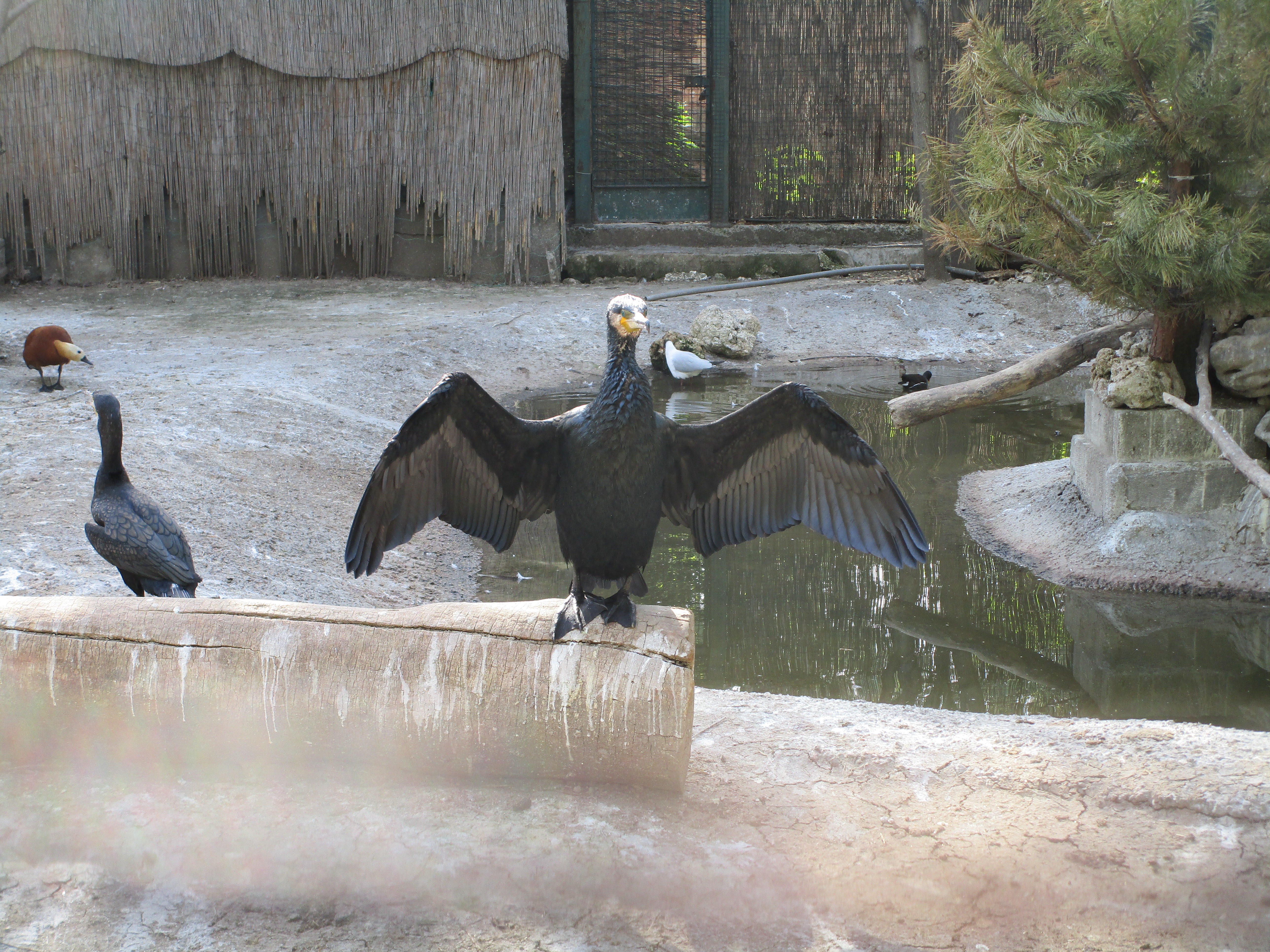
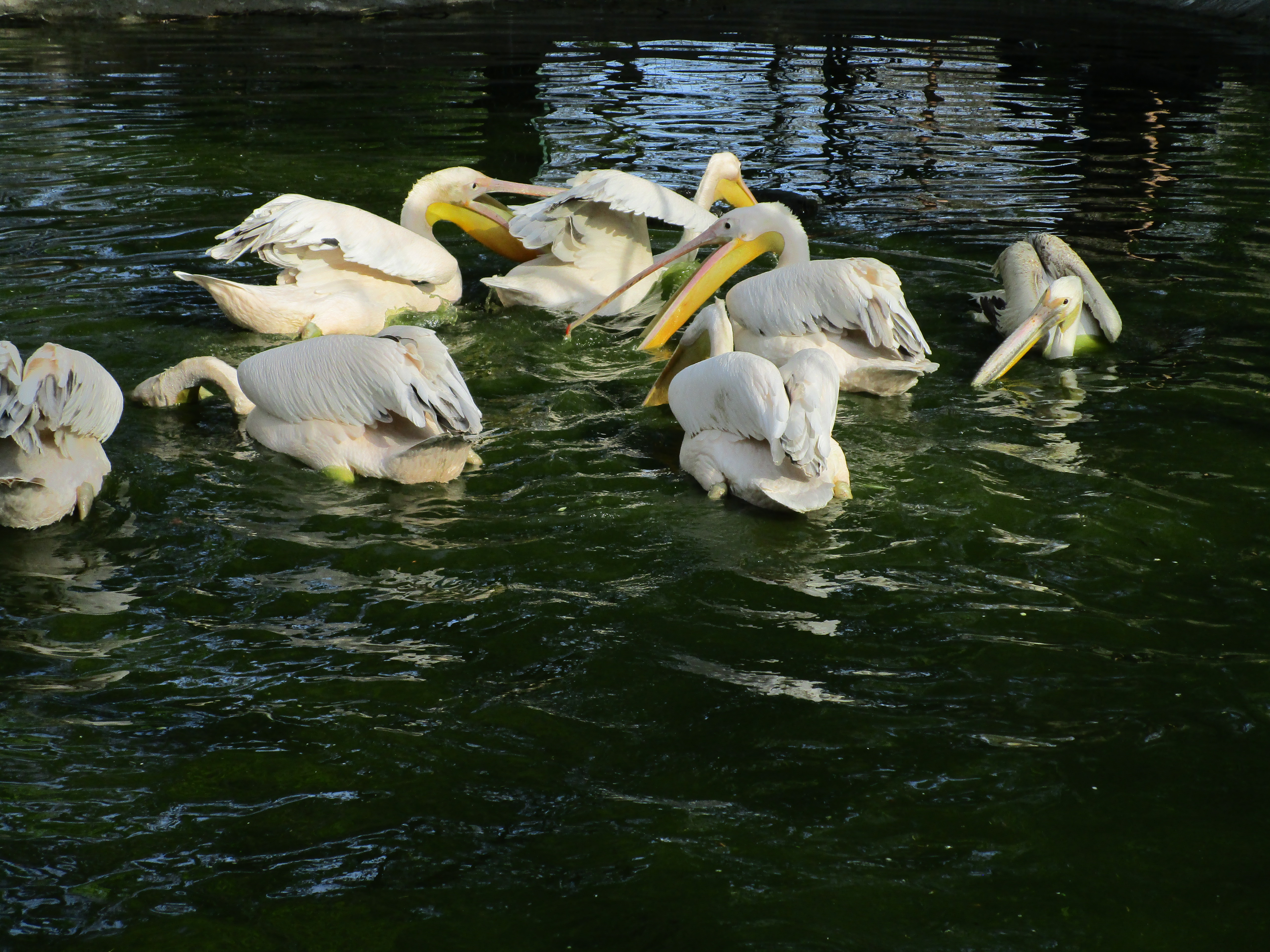
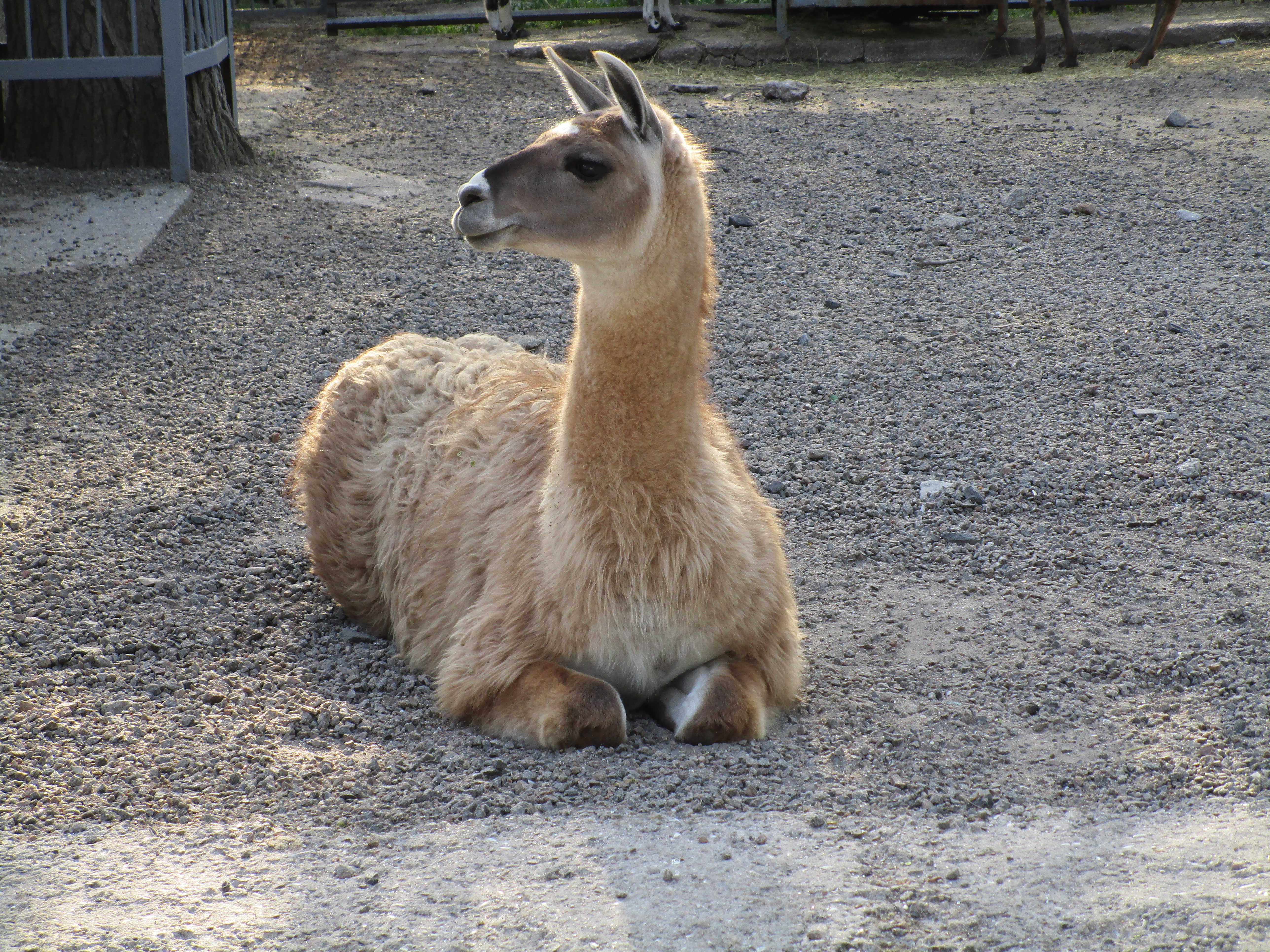
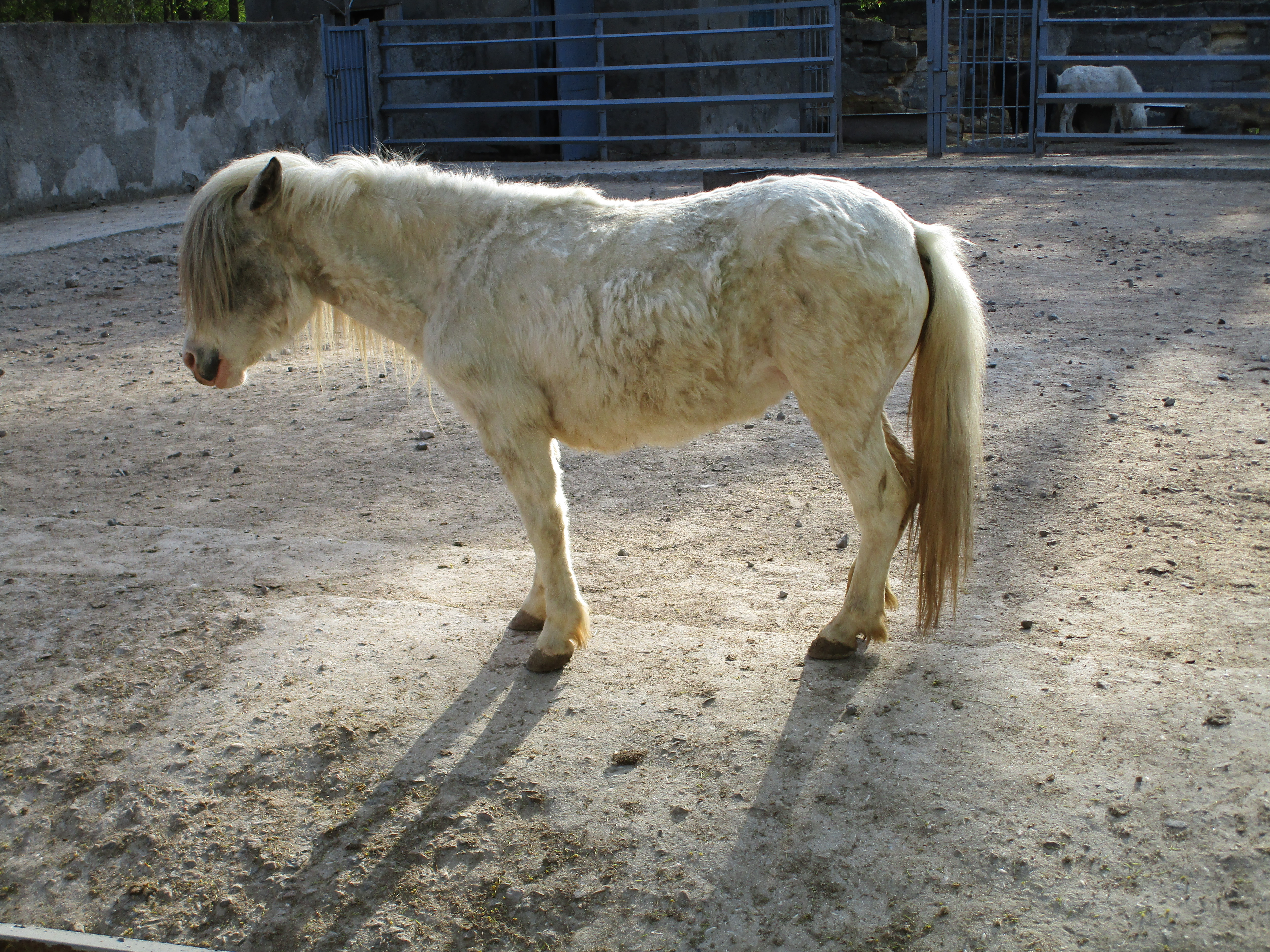
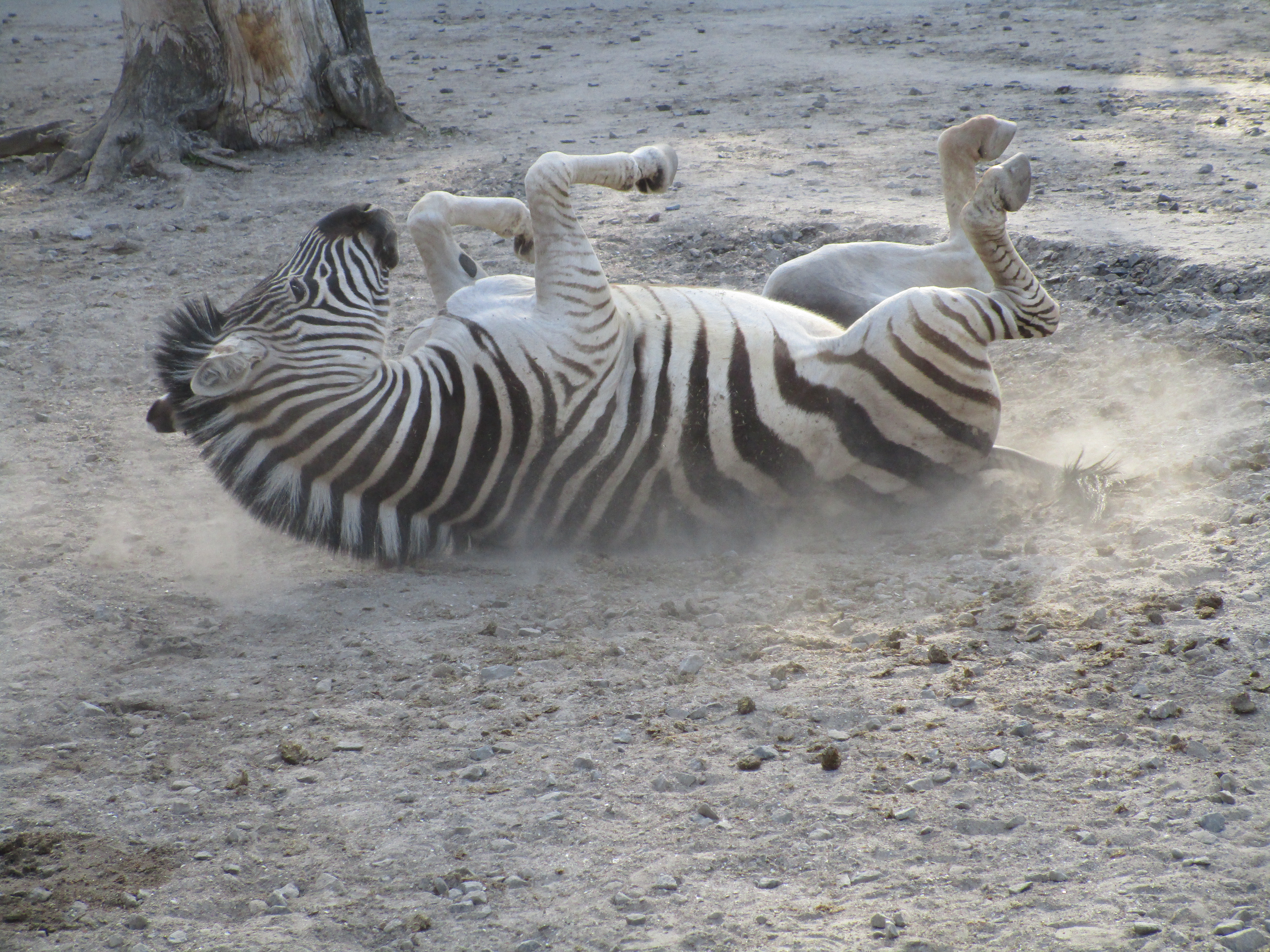
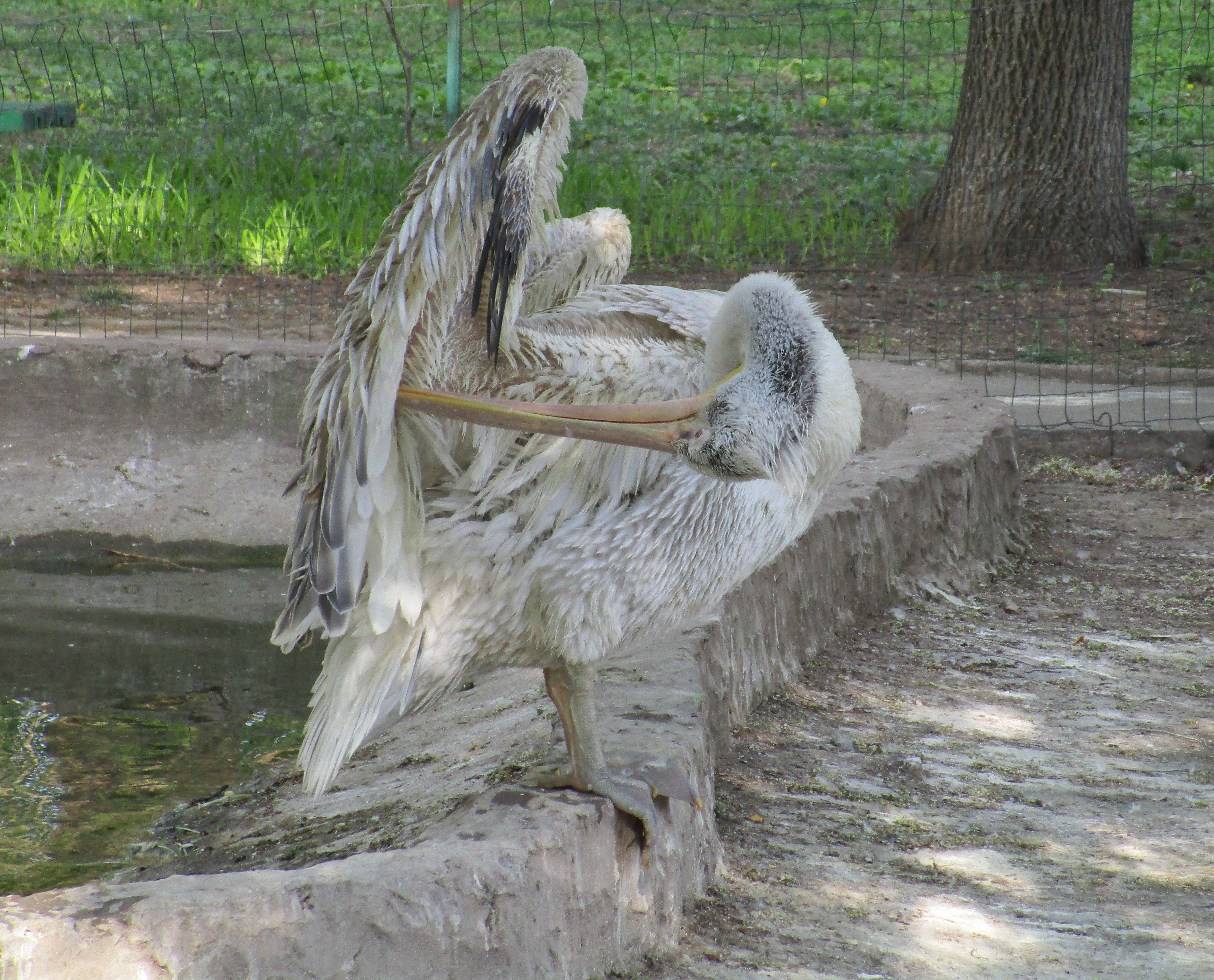
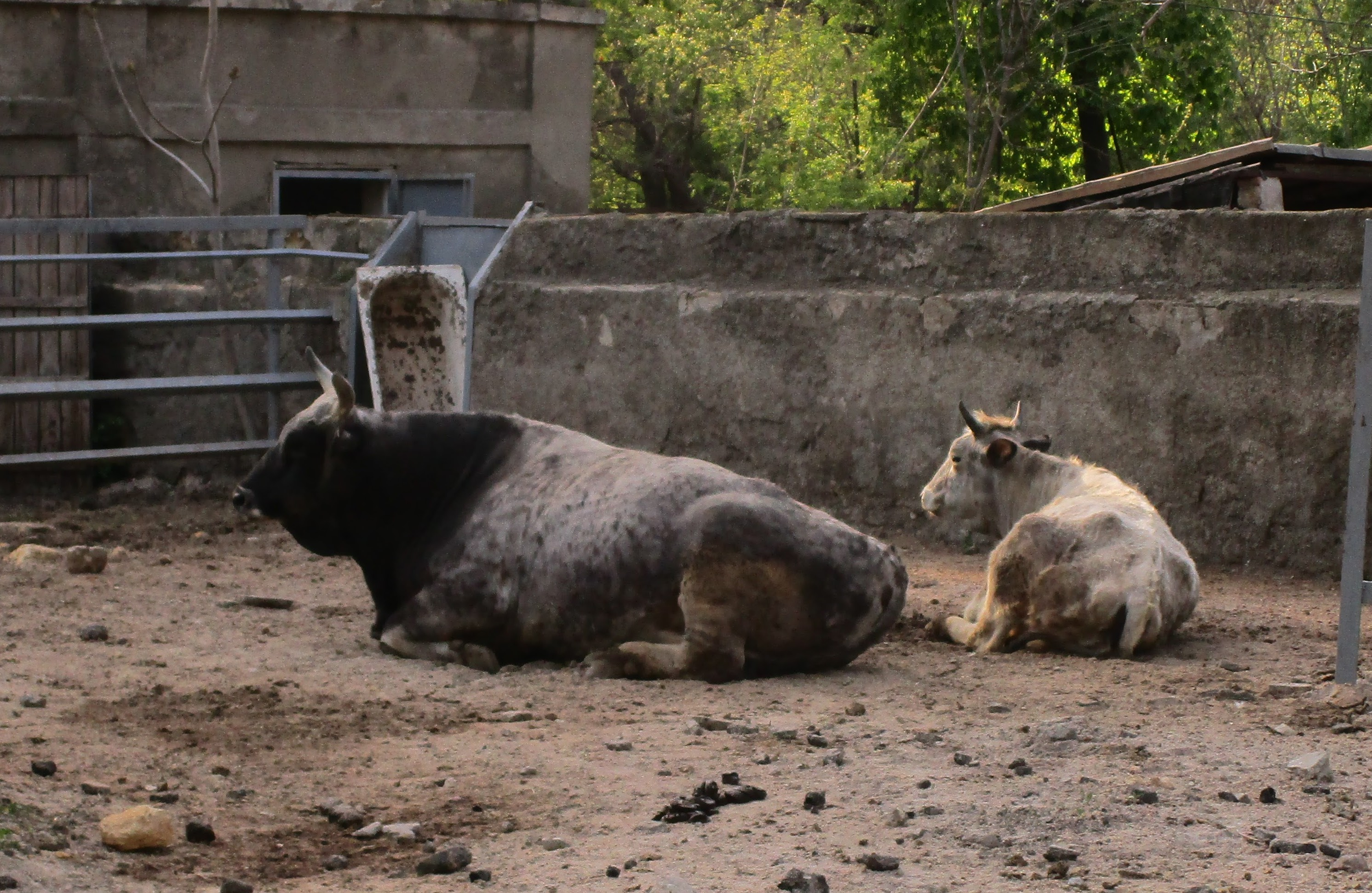
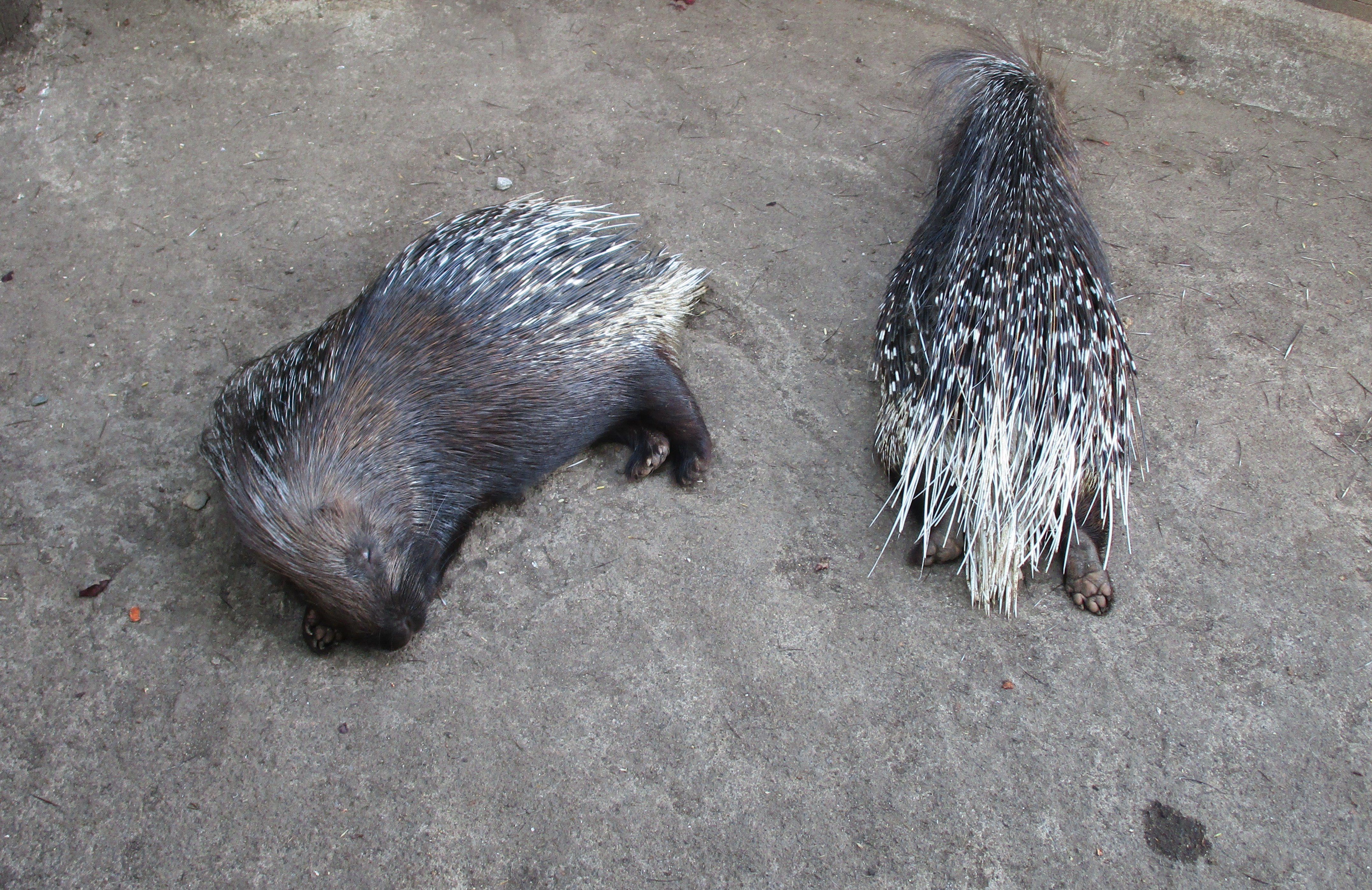